# Yangli, Fujian
Yangli (kinesiska: 洋里) är en socken i sydöstra Kina. Den ligger i Minhou härad i provinshuvudstaden Fuzhou i provinsen Fujian, omkring 47 kilometer nordväst om centrala Fuzhou. Antalet invånare är 13 743. Befolkningen består av 6 678 kvinnor och 7 065 män. Barn under 15 år utgör 20,0 %, vuxna 15-64 år 64 %, och äldre över 65 år 14,0 %.